# José-Flore Tappy
Pour les articles homonymes, voir Tappy.
 (juin 2024).
José-Flore Tappy, née le 5 janvier 1954, est une poétesse, éditrice et traductrice vaudoise. 

## Biographie
José-Flore Tappy est la fille du ténor Éric Tappy. Après des études de lettres à l'Université de Lausanne, elle travaille comme collaboratrice scientifique au Centre de recherches sur les lettres romandes. Parallèlement, elle crée avec un groupe d'amis la revue Condor, consacrée à la culture latino-américaine. 
Traductrice de poètes de langue espagnole, elle réalise avec Marion Graf un numéro spécial de la Revue de Belles-Lettres (Genève, 1-3, 1996) consacré à la poétesse russe Anna Akhmatova, avec en particulier la traduction française d'une soixantaine de poèmes. Autrice d'études sur des écrivains de Suisse romande et d'Amérique latine, elle édite les Œuvres complètes de Catherine Colomb (1993) ainsi que la correspondance entre Jean Paulhan et Monique Saint-Hélier (1995).
Son œuvre poétique comprend plusieurs recueils : Errer mortelle (1983, prix Ramuz), Pierre à feu (1987), et Terre battue (1995). En 2001, paraît Lunaires (La Dogana) précédé d'une réédition, en 1995, de Errer mortelle suivi de Pierre à feu préfacée par Daniel Maggetti (éditions Empreintes).
Lauréate en 1988 du prix jeunes créateurs de la fondation vaudoise pour la promotion et la création artistique, José-Flore Tappy reçoit en 2007 un prix Schiller pour son recueil Hangars ainsi que pour l'ensemble de son œuvre. La Revue de Belles-Lettres lui a donné une carte blanche dans son numéro 2014, 2.

## Publications

### Poésie
- Errer mortelle, (Payot, 1983) Éditions Empreintes, 1995. prix Ramuz de poésie 1983
- Pierre à feu, Éditions Empreintes, 1987.
- Errer mortelle suivi de Pierre à feu, Éditions Empreintes, collection Poche Poésie, 1995. Préface de Daniel Maggetti.
- Terre battue / Gestampfte Erde, traduction allemande d’Eleonore Frey, Éditions Howeg, bilingue, 1998. Postface d’Iso Camartin.
- Lunaires, Éditions La Dogana, 2001.
- Élémentaires, papier sculpté de Pierre Oulevay, Éditions Empreintes, 2004.
- Préface à Catherine Pozzi, Poèmes, avec six dessins de Catherine Bolle, Éditions La Délie, Bibliothèque cantonale et universitaire de Lausanne, 2005.
- Terre battue suivi de Lunaires, Éditions Empreintes, collection Poche Poésie, 2005. Préface de Claire Jaquier.
- Hangars, Éditions Empreintes, 2006.
- Tombeau, éditions Empreintes, 2013. Encres de Juan Martínez.
- Sheds/Hangars: Collected Poems, 1983-2013, The Bitter Oleander Press, Fayetteville, New York, 2014, translated from the French by John Taylor.
- Trás-os-Montes (poèmes), Éditions La Dogana, 2018. Prix suisse de littérature 2019.

### Monographie
- Loul Schopfer (sculptures, dessins), Fondation pour les Arts et les Lettres, 1994.

### Traduction
- Poètes d’Amérique latine pour les revues Écriture, Condor, Archipel et Revue de Belles-Lettres.
- Poèmes d’Erika Burkart, en collaboration avec Marion Graf, pour une édition collective bilingue de Schweigeminute / Minute de silence (Lausanne, L’Aire / CH, 1991).
- Anna Akhmatova, numéro spécial de la Revue de Belles-Lettres, en collaboration avec Marion Graf : conception et réalisation, et traduction d’une soixantaine de poèmes (Genève, 1-3, 1996).
- Anna Akhmatova, L'églantier fleurit, et autres poèmes (somme anthologique), en collaboration avec Marion Graf, éditions La Dogana, 2010.
- Laureano Albán, Psaumes pour conjurer la guerre, préface de José-Flore Tappy, éditions Calligrammes, bilingue, 2018.

### Édition
- Correspondance, 1942 - 1976 / Philippe Jaccottet, Gustave Roud ; éd. établie, annotée et présentée par José-Flore Tappy, Gallimard, 2002.
- Philippe Jaccottet, Giuseppe Ungaretti Correspondance (1946-1970) - Jaccottet traducteur d'Ungaretti, Édition de José-Flore Tappy, Paris, Gallimard, coll. « Les Cahiers de la NRF », 21-11-2008, 256 p.
- Responsable de l'édition des œuvres de Philippe Jaccottet dans la Bibliothèque de la Pléiade.

## Prix
- 1983 prix Ramuz de poésie pour Errer mortelle.
- 1988 prix culturel vaudois.
- 2007 prix Schiller pour Hangars[1].
- 2019 prix suisse de littérature pour Trás-os-Montes.

## Sources
- « José-Flore Tappy », sur la base de données des personnalités vaudoises sur la plateforme « Patrinum » de la Bibliothèque cantonale et universitaire de Lausanne.

- Anne Pitteloud, « Tappy dans la nuit », Le Courrier,‎ 19 octobre 2018, p. 21 (ISSN 1424-1404 et 3042-6561, OCLC 714986559, lire en ligne).
- D. Jakubec, D. Maggetti, Solitude surpeuplée, choix de textes, p. 206
- A. Nicollier, H.-Ch. Dahlem, Dictionnaire des écrivains suisses d'expression française, vol. 2, p. 842-843
- H.-Ch. Dahlem, Sur les pas d'un lecteur heureux, guide littéraire de la Suisse, p. 587
- P.-O. Walzer, Dictionnaire des littératures suisses, p. 312
- Histoire de la littérature en Suisse romande, sous la dir. de R. Francillon, vol. 4, p. 127-128, 456
- Marion Graf, Le Temps, critique de Lunaires, 2001/05/26
- Potterat, Jean-Charles, L'ombre absoute : lectures de poésie, Albeuve : Éd. Castella, 1989
- sites et références mentionnés

## Note
1. ↑  José-Flore Tappy remporte un prix Schiller, actu TSR